# White Pop Jesus
Pour plus de détails, voir Fiche technique et Distribution.
White Pop Jesus est une comédie musicale italienne réalisée par Luigi Petrini et sortie en 1980.

## Synopsis
Jésus est un jeune homme échappé d'un asile, convaincu d'être le Messie Jésus-Christ, qui est revenu sur terre : il émerge des eaux de la mer à Tarente, vêtu de blanc. Il est immédiatement agressé par des garçons à mobylette dans la Villa Peripato voisine, mais un mot de lui et les agresseurs s'écrasent contre un arbre.
Il rencontre une belle fille, Lattuga Pop, sœur d'un commissaire de police, Vito Ragione, qui fait cependant partie du gang de Play Boy Smith. Elle tombe amoureuse de Jesus : les deux chantent en couple, puis Lattuga Pop tente de l'embrasser, mais Jesus se libère et s'enfuit dans le quartier.
Un homme fait la grève de la faim, les gens autour de lui lui offrent de l'argent, puis Jésus le fait se lever et des sandwichs et de la nourriture apparaissent.
Lattuga Pop suit Jésus avec d'autres filles. Un groupe d'adeptes se forme, avec le jeune Gabriel, avec deux filles déguisées en religieuses, mais armées : elles organisent un attentat terroriste. Les femmes le menacent, mais sont converties par le prédicateur.
Puis ils entrent tous dans Tarente pour apporter la bonne nouvelle. Jésus marche dans les rues principales, suivi par un groupe de garçons, puis il monte sur un âne et une procession se forme.
Un garçon d'un centre social, avec une guitare, demande quelque chose à manger. Jésus entre dans la boulangerie et achète de la nourriture, mais lorsqu'il la lui tend, le garçon appelle un groupe d'amis qui prennent d'assaut le magasin pour le vider de ses produits. Jésus sauve un drogué qui l'affronte dans la rue, puis entre dans une grotte où des danseurs entourent une fille qui commence à danser avec lui mais se transforme en une énorme seringue.
Jésus organise un concert dans les jardins : il monte sur scène et chante Che ti manca fratello? devant un large public de jeunes. Mais le commissaire Ragione est à la recherche du gang de Play Boy Smith, tandis que le patron est à la recherche de Lattuga Pop. Jésus est trahi par Stella Young et il est renvoyé à l'asile.

## Fiche technique
- Titre original italien : White Pop Jesus[1]
- Réalisation : Luigi Petrini
- Scénario : Luigi Petrini, Claudio De Santis
- Photographie : Luigi Ciccarese (it)
- Montage : Adriano Tagliavia
- Musique : Franco Bixio, Vince Tempera, Alberto Mandolesi
- Décors : Don Lurio
- Société de production : Sirus Films
- Pays de production :  Italie
- Langue originale : italien
- Format : Couleurs - 1,85:1 - 35 mm
- Genre : comédie musicale
- Durée : 94 minutes
- Date de sortie : 
  - Italie : 1980 (visa délivré le 30 avril 1980)

## Distribution
- Awanagana (it) : Jésus
- Stella Carnacina : Lattuga Pop
- Gisela Hahn : Stella Young
- Tony Schneider : Gabriele
- Gianni Magni (it) : Commissaire Vito Ragione
- Luca Sportelli (it) :
- Sandro Ghiani (it) :
- Crippy Yocard (it) : le playboy Smith
- Franco D'Onofrio :
- Giovanni Bicchierri : gendarme qui arrête Jésus
- Gioia Locatelli :
- Enzo Valli :
- Marcello Stramacci :
- Sandro Martinis :

## Production
Le film est entièrement tourné et se déroule à Tarente, avec des musiques d'Alberto Mandolesi, Franco Bixio et Vince Tempera, sur des disques enregistrés par EMI Italiana. La chorégraphie et les ballets de Don Lurio sont remarqués. La distribution comprend également l'acteur originaire de Bari Luca Sportelli (it).

## Exploitation
L'avant-première du film a eu lieu au Teatro Sistina à Rome avec les acteurs et le réalisateur. Le titre apparaît sur les affiches : White "Pop" Jesus. En Espagne, le film est sorti sous le titre El profeta pop.